# Narnia (fictieve wereld)
Narnia is een fictief koninkrijk in de gelijknamige wereld, bedacht door C.S. Lewis.
Narnia is de thuisbasis van de Sprekende Dieren in de wereld Narnia. Aslan heeft hen bij het begin van de wereld Narnia de gave gegeven om te kunnen spreken en gaf ze het stuk land dat later Narnia zou gaan heten, net als de wereld.
Het koninklijk paleis ligt aan de zee in het oosten en wordt Cair Paravel genoemd. Een andere belangrijke plek is Beverdam waar Meneer en Mevrouw Bever woonden toen Jadis, de Witte Heks regeerde.
Het Lantaarnwoud in het westen was de eerste plek die de Pevensie-kinderen (Peter, Susan, Edmund en Lucy) zagen toen ze voor het eerst in Narnia kwamen. Maar de heiligste plek in Narnia is de Aslanberg, waar Aslan door de Witte Heks werd vermoord op de Stenen Tafel en ook weer herrees.

## Narnia
Narnia is een fantasiewereld voor kinderen, bedacht door de auteur C.S. Lewis. Narnia is de wereld en het land in de wereld waar de verhalen van Narnia, een serie van zeven sprookjesverhalen voor kinderen zich afspelen. In Narnia komen dwergen, faunen, satyrs, centauren, reuzen en allerlei pratende dieren voor en er gebeuren fantastische dingen. De naam is afgeleid van de Italische stad Narnia uit de Oudheid, een naam die Lewis in zijn jeugd een mysterieuze klank vond hebben.
De leeuw Aslan (Turks voor leeuw) speelt een grote rol als schepper van alle dieren en mensen in Narnia. Polly en Digory zijn de twee hoofdrolspelers waar het verhaal mee begint. Zij ontdekken als eerste een manier om van de "echte wereld" in Narnia te komen. In het tweede boek zijn dit de broers en zussen Peter, Susan, Edmund en Lucy. Via verschillende poorten (zoals een grote kleerkast in Het betoverde land achter de kleerkast) kunnen deze helden de echte wereld verlaten en hun Narniaanse avonturen beleven. Na terugkomst in de echte wereld blijkt er in deze wereld geen of veel minder tijd te zijn verstreken; de verhouding is echter geen constante. Tijd was volgens de filosofie waardoor Lewis sterk beïnvloed werd, het Absoluut Idealisme, maar een illusie.
Daarnaast zijn er Jadis, de Witte Heks en de Vrouwe met het Groene Gewaad. Alle drie worden ze beschreven als prachtige vrouwen, maar ze doen niets dan kwaad, en zijn uit op de overheersing over Narnia.
De wereld van Narnia is plat. In het boek De reis van het drakenschip reizen de helden van het boek naar het einde ervan, waar de muis Rippertjiep afscheid neemt van zijn vrienden

## Begrenzing
Het land Narnia ligt in een andere wereld dan de onze. Het is echter niet geheel duidelijk of Narnia zelf een wereld is of een land binnen een wereld.
In het eerste boek (Het neefje van de Tovenaar) kunnen we lezen van de schepping van de wereld Narnia. Deze wereld lijkt volledig begrensd te zijn, het is niet mogelijk naar Narnia te gaan of Narnia te verlaten, behalve op magische wijze, in dit geval met de toverringen of op bevel van Aslan. 
In De leeuw, de heks en de kleerkast is geen sprake van andere landen. Er wordt zelfs gezegd dat er geen mensen in Narnia zijn, wat ondenkbaar is als het land betrekkingen onderhoudt met een land waarin wel mensen wonen.
In Het paard en zijn jongen is sprake van twee andere landen, Calormen en Archenland, die in dezelfde wereld liggen als Narnia. Het is dus mogelijk tussen Calormen, Archenland en Narnia te reizen. De drie landen houden betrekkingen met elkaar. Calormen en Archenland zijn echter geen toverlanden zoals Narnia. 

## Communicatie met onze wereld
De wereld van Narnia is alleen te bereiken op magische wijze, maar nooit op dezelfde manier. 
Soms gaat het met een bepaald object: de toverringen van Oom Andreas in Het neefje van de Tovenaar, of de kleerkast in het huis van de professor in De leeuw, de heks en de kleerkast.  De kleerkast was gemaakt van het hout van een boom die was opgekweekt met een appel die uit Narnia kwam.
Kinderen die al eerder in Narnia zijn geweest worden er soms opnieuw heen geroepen. Dit is het geval in Prins Caspian, nadat Caspian op de magische hoorn van Susan heeft geblazen, in De reis van het drakenschip, in De zilveren stoel en in Het laatste gevecht. Soms wordt dan een ander kind meegenomen: Eustaas in De reis van het drakenschip en Jill in 'De zilveren stoel.

## Bewoners
In De leeuw, de heks en de kleerkast heeft Narnia geen menselijke bewoners. Er zijn alleen dieren en fabelwezens, waarvan er veel 'pratend' zijn en intelligente wezens zijn. Jadis, de Witte Heks ziet er als mens uit, maar stamt niet van mensen af.
Dit is in strijd met Het neefje van de Tovenaar, waarin twee mensen (Frank en zijn vrouw Helena) in Narnia achterblijven. In de tijd van Het paard en de jongen wonen hun afstammelingen niet in Narnia maar in het ten zuiden daarvan gelegen Archenland. De bewoners daarvan hebben echter vrije toegang tot Narnia. Verder komt in dit boek het nog zuidelijker gelegen Calormen ter sprake, dat ook door mensen wordt bewoond.
In de latere delen wordt Narnia niet alleen door dieren en fabelwezens bewoond maar ook door mensen. Ze stammen af van piraten uit de Zuidzee, die op magische wijze in Narnia kwamen en daar bleven. 